# Orden de la Visitación de Santa María
La Orden de la Visitación de Santa María, V.S.M. (en latín: Ordo Visitationis Beatissimae Mariae Virginis) es una orden religiosa católica fundada por san Francisco de Sales y santa Juana Francisca Frémyot de Chantal. Se trata de un instituto de vida consagrada que viven en clausura, pobreza y humildad, caracterizándose también por no poner muchas restricciones a la hora de admitir a las postulantes (edad, estado de salud, viudedad, etc.). Su regla la crea san Francisco de Sales, quien se basa en la Regla de san Agustín. Promueven especialmente la devoción por el Sagrado Corazón de Jesús; a esta orden perteneció la vidente Santa Margarita María Alacoque, quien recibió las revelaciones del mismo Jesús. 
Estas monjas son comúnmente llamadas Monjas Visitandinas o Salesas.

## Historia

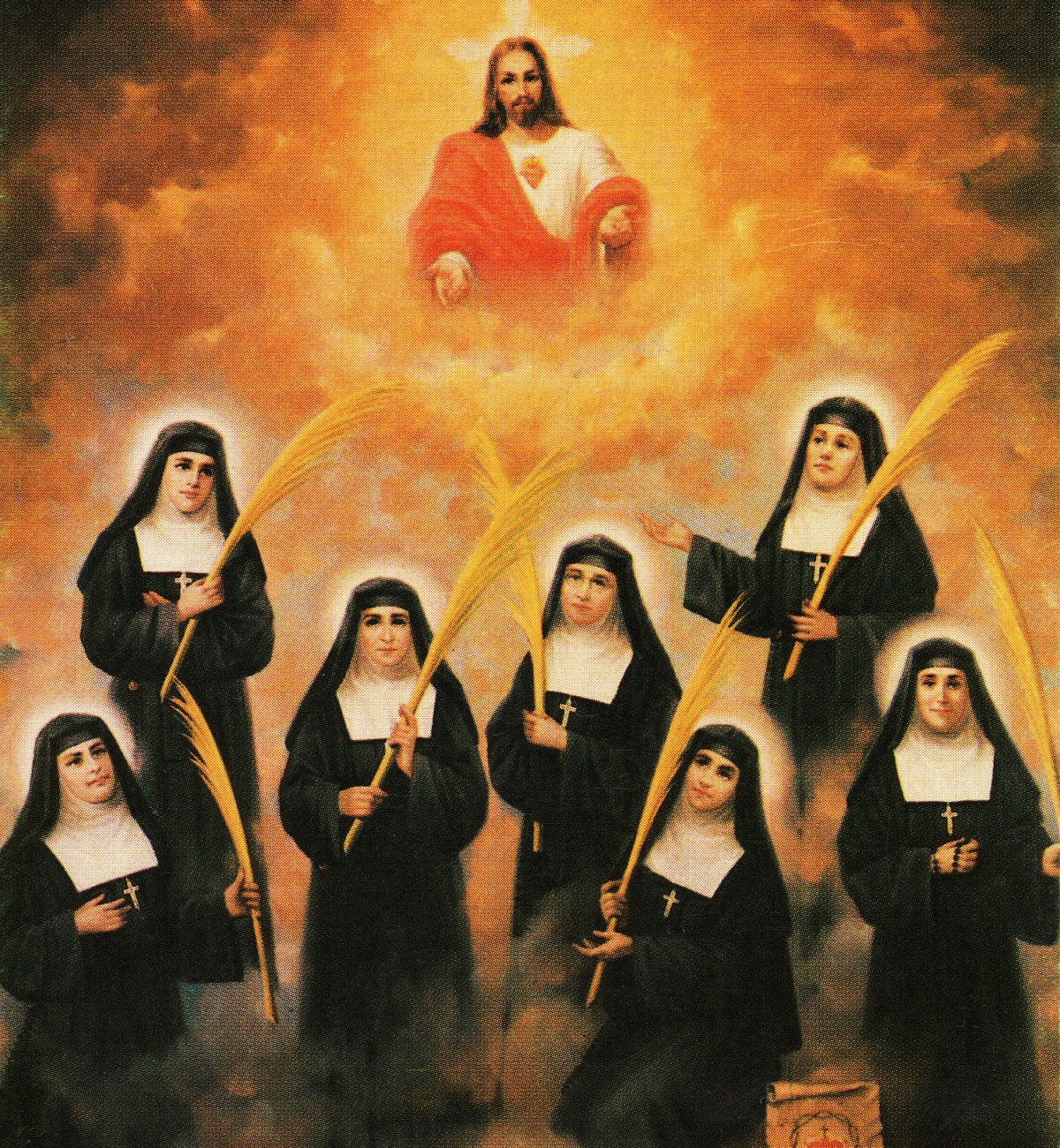
Las siete religiosas contemplativas de la Orden de la Visitación de Santa María, de Madrid, que fueron asesinadas durante la guerra civil española en 1936

La Orden de la Visitación de Santa María fue fundada como congregación religiosa por Francisco de Sales (1567-1622), obispo de Ginebra entonces exiliado en Annecy, Francia, y por su discípula la baronesa Jeanne-Françoise Frémiot de Chantal (1572-1641). La idea de crear una nueva congregación había sido expuesta por el obispo a la baronesa el 4 de junio de 1607: el 6 de junio de 1610, en la casa de la Galerie de Annecy, donde vivía Francisco de Sales, Juana de Chantal y Charlotte de Bréchard fundaron el Instituto de la Visitación de Santa María. En 1611, tras un año de noviciado, las primeras hermanas hicieron la profesión de manos de los fundadores. Las primeras constituciones son de 1613: escritas por Francisco de Sales, no prescribe la clausura, pero recomienda el "ejercicio del amor divino" mediante la visita a los pobres y los enfermos: de ahí vendrá el nombre de "visitandines" que recibirán las hermanas. Además, y especialmente después de las apariciones de Cristo a Santa Margarita María Alacoque, promueve la devoción al Sagrado Corazón de Jesús.
El arzobispo de Lyon, Denis-Simon de Marguemont, pidió a Francisco de Sales que se abriera un convento de salesas en la ciudad en 1615, las autoridades eclesiásticas, entonces, impusieron modificaciones a las constituciones, que tomarán la forma definitiva hacia el 1616. La congregación se convierte entonces en una orden monástica de clausura, dedicado a la vida contemplativa. La regla se basaba en la Regla de San Agustín. La orden fue aprobada por la Santa Sede el 23 de abril de 1618, el 16 de octubre fue erigida como orden religiosa por el papa Paulo V.
La Orden de la Visitación pronto tuvo una gran difusión en todo el Mundo: en 1622, a la muerte de Francisco de Sales, había 13 monasterios, en 1641, al fallecer Chantal, ya eran 87 casas.
En el siglo XXI, la congregación la componen 17 federaciones en el mundo y en cada una de ellas hay 7 monasterios. En México tienen presencia en 7 ciudades.

## Mártires
Siete religiosas de la orden de a visitación fueron mártires por crimen de odio de la guerra civil española el 18 y 23 de noviembre de 1936, mismas que después fueron declaradas beatas, así: María Gabriela (Amparo Hinojosa Naveros), Teresa María (Laura  Cavestany Anduaga), María Cecilia (María Felícitas Cendoya Araquistain) , María Engracia (Josefa Joaquina Lecuona Aramburu), María Ángela (Martina Olaizola Garagarza), María Inés (Inés Zudaire Galdeano, y Josefa María (Carmen Barrera Izaguirre). 